# Sidnei Sciola
Sidnei Sciola Moraes, meglio noto come Sidnei (Santana de Parnaíba, 2 novembre 1986), è un ex calciatore brasiliano, di ruolo attaccante.